# 瓦季姆·克拉斯諾謝利斯基
瓦季姆·尼古拉耶維奇·克拉斯諾謝利斯基（俄语：Вадим Николаевич Красносельский；1970年4月14日—），未獲國際承認國家德涅斯特河沿岸政治人物，2016年12月當選為德涅斯特河沿岸總統。

## 簡介
克拉斯諾謝利斯基生於蘇聯統治下的俄罗斯苏维埃联邦社会主义共和国赤塔州外贝加尔斯克区，1978年跟隨父親轉移到摩尔达维亚苏维埃社会主义共和国賓傑里的軍事基地。1987年他中學畢業後曾於敖德薩讀書，但僅一年就退學轉讀哈爾科夫的軍事學校，到1993年畢業。隨後，他加入了德涅斯特河沿岸的安全部隊，後來成為內政部的高級官員。
克拉斯諾謝利斯基於2007年擔任內政部部長，直到2012年轉行從商。2015年德涅斯特河沿岸議會選舉他首次當選為最高议会議員並被任命為議長。
在謝里夫公司的支持下，他在2016年的總統選舉以62%選票擊敗時任的總統叶夫根尼·舍夫丘克，當選為德涅斯特河沿岸總統。